# Orlando Jacinto García
Orlando Jacinto García (* 1954 in Havanna) ist ein US-amerikanischer Komponist kubanischer Herkunft.
García kam 1961 in die USA. 1984 schloss er ein Kompositionsstudium an der University of Miami mit dem Mastergrad ab.  Als Fulbright-Stipendiat gab er 1991–92 Meisterklassen in Caracas und gab 1997–98 an der Universität Salamanca Kurse in Musiktheorie und Komposition. 1993 komponierte er als Stipendiat der Rockefeller-Stiftung ein Werk für das Simon-Bolivar-Orchester, das beim Festival Latinoamericano de Musica 2002 in Venezuela uraufgeführt wurde.
1994 entstand Auschwitz für Orchester und Chor, das nach der Uraufführung 2003 und 2010 in New York gespielt wurde. 2001 erhielt er ein Stipendium des Staates Florida und gewann die ersten Preise beim Wettbewerb Nuevas Resonancias in Mexiko und dem Wettbewerb der Joyce Dutka Arts Foundation. Für letzteren komponierte er ein Cellowerk für Maya Beiser, das nach der Uraufführung von Madelaine Shapiro auf CD aufgenommen wurde. 2003 komponierte er für Kathleen Supove ein Werk für Klavier und Elektronik, das an der New York University uraufgeführt wurde.
Elektroakustische Werke kamen bei der International Computer Music Conference (ICMC) in New Orleans 2004 und den SEAMUS Festivals 2007, 2008, 2011 und 2014 zur Aufführung. Multimediale Werke entstanden u. a. in Zusammenhang mit den Videokünstlern Jacek Kolasinski, John Stuart, Daniel Viñoly und Eric Goldemberg. Seine experimentelle Videooper transcending time kam 2008 bei der Biennale in Zagreb zur Uraufführung. Das Miami Symphony Orchestra unter Eduardo Marturet spielte 2011 die Uraufführung seines Orchesterwerkes In Memoriam Earle Brown. viento distante für Klarinette und Orchester wurde 2012 von den Lemberger Philharmonikern unter Krzesimir Dębski mit dem Solisten Wojciech Mrozek uraufgeführt.
Violinkonzerte schrieb García für Jennifer Choi und Mari Kimura (2015), ein Werk für zwei Gitarren und Streichquartett für das Latin American String Quartet und die Gitarristen Jaime Marquez und Carlos Martinez. 2009, 2010, 2011 und 2015 wurden Kompositionen Garcías für einen Grammy in der Kategorie beste zeitgenössische klassische Komposition nominiert. Er ist Gründer und Direktor der Sektion Miami der International Society for Contemporary Music, des New Music Miami Festival, des the NODUS Ensemble, und des FIU New Music Ensemble und Professor an der Musikschule der Florida International University in Miami.

## Weblink
- Website von Orlando Jacinto García